# Lotus Magellan
Lotus Magellan è stato un rivoluzionario pacchetto software relativo al desktop search basato su DOS. Concepito e sviluppato da Bill Gross, venne pubblicato negli anni '80 dalla Lotus Development Corporation, precedentemente conosciuta per il famoso Lotus 1-2-3. Nonostante la sua efficacia, Magellan non ebbe particolare successo nel mercato, probabilmente a causa delle ridotte dimensioni dei dischi rigidi dell'epoca.
Lanciato sotto DOS, il Magellan esegue la scansione delle directory e dei file sul disco rigido o su un disco rimovibile (floppy) e crea un indice; era in grado di riconoscere tutti i formati di allora e poteva visualizzare i file senza lanciare programmi dedicati. La sua caratteristica più importante la "fuzzy searching" o ricerca indistinta, che connette i file dalla ricorrenza relativa delle parole chiave permettendo all'utente l'organizzazione dei dati senza tenere conto del supporto su cui si trovavano o del loro formato. Tenendo conto di questa "visione semantica" del file system dell'utente, il Magellan non solo espose il "significato nascosto" dai dati più disparati, ma ha anche facilitato il movimento di file e directory in una migliore organizzazione fisica. La pubblicità che veniva effettuata al Magellan al tempo prometteva di "Mettere tutte le tue papere in fila" e mostrava una fila di paperelle di gomma obbedienti.
Magellan fu uno dei tanti progetti significativi della Lotus Software (1-2-3, Notes e software sviluppato per Apple Macintosh) che, nonostante  l'utilità e la quota di mercato significativa, non è riuscito ad evitare il fallimento della compagnia. La Lotus venne acquisita dalla IBM nel 1995. I vecchi software basati su DOS della Lotus come Magellan, Lotus Agenda, HAL, e Lotus Manuscript da allora sono disponibili come freeware.